# Мизон из Хена
Мизон из Хена (Грчки: Μύσων ὁ Χηνεύς; активан 6. век пре нове ере), такође назван „од Чена“, био је, према Платону, један од седам мудраца Грчке. Не треба га мешати са Мизоном из Атине активним током 5. века који је радио грначарију те инспирисао и подучавао многе маниристе, укључујући уметника Пана сликара.

## Биографија
Према Сосикрату, који је цитирао Хермипа, Мисон је био син Стримона, тиранина у својој земљи. Сви извори се слажу да је Мизон био обичан фармер, иако се по питању места рођења и пребивалишта извори разликују. Кажу да је живео у селу Чен, иако се оно налази на различите начине у Лаконији или на Криту. Такође се каже да је „од Ете“, што се чини да се односи на планину Ета; али се референца понекад чита као „Етеа“, што је опет можда било у Лаконији или пак на Криту. Преминуо је у 97. години.
У Протагори, Платон наводи Мизона из Хена као једног од седам грчких мудраца. Еудокс такође наводи Мизона, али уместо тога изоставља Клеобула.
Пророчиште из Делфа прогласило је Мизона најмудријим од свих људи.

## Цитати
„Не треба да истражујемо чињенице у светлу аргумената, већ аргументе у светлу чињеница.